# 隈部雅則
隈部 雅則（くまべ まさのり、1974年8月31日 - ）は、日本の演出家、劇作家。熊本県出身。演劇集団キャラメルボックスの脚本補・演出補を経て、退団後、O-MATSURI企画merrymaker（劇団）主宰。真和高等学校、日本大学文理学部ドイツ文学科卒業。日本大学大学院文学研究科ドイツ文学専攻博士後期課程（満期退学）。ドイツ文学修士（ゲーテ『ファウスト』、『ゲーテの演劇的使命』）。

## 略歴
日本大学大学院在籍時に、演劇集団キャラメルボックスの脚本家・演出家募集に応募し、オーディションの結果、合格。演出家見習いとして2001年より同劇団で活動を開始。座付きの脚本家・演出家の成井豊の下で、演劇の脚本・演出について学ぶ。翌2002年、劇団員として正式に入団。脚本補・演出補として、劇団公演に参加。2005年『あしたあなたあいたい』/『ミス・ダンデライオン』にて、脚本家・演出家デビュー。2008年に同劇団を退団後は、自身が主宰する劇団O-MATSURI企画merrymakerにて、全公演の脚本演出を務める。近年は、演技の専門学校にて、主に声優を目指す学生の演技講師として活動。シナリオライターとして、MA Field所属。

## 公演一覧

### 舞台

#### 演劇集団キャラメルボックス
※主に演出助手・演出補として参加
- 『風を継ぐ者』（2001年 - ）
- 『ミスター・ムーンライト＜月光旅人＞』（2001年）
- 『ブリザード・ミュージック』（2001年）
- 『アンフォゲッタブル』（2002年）
- 『嵐になるまで待って』（2002年）
- 『銀河旋律』（2002年）
- 『賢治島探検記』（2002年）
- 『太陽まであと一歩』（2003年）
- 『ナツヤスミ語辞典』（2003年）
- 『我が名は虹』（2004年）
- 『ヒトミ』（2004年）
- 『スキップ』（2004年）※原作：北村薫
- 『TRUTH』（2005年）
- 『広くてすてきな宇宙じゃないか』/『僕のポケットは星でいっぱい』（2005年）
- 『クロノス』（2005年）※原作：梶尾真治、脚本協力
- 『あしたあなたあいたい』/『ミス・ダンデライオン』（2006年）※原作：梶尾真治、成井豊と共同脚本[1]
- 『雨と夢のあとに』（2006年）※原作：柳美里
- 『少年ラヂオ』（2006年）※成井豊と共同脚本
- 『カレッジ・オブ・ザ・ウィンド』（2007年）
- 『トリツカレ男』（2007年）※原作：いしいしんじ、成井豊と共同脚本
- 『きみのいた時間　ぼくのいく時間』（2008年）※原作：梶尾真治、成井豊と共同脚本
- 『嵐になるまで待って』（2008年）

#### O-MATSURI企画merrymaker
※全公演の脚本演出
- 『Bitte,bitte！』（第1回公演）
- 『ミネルヴァの梟は新月に飛び立つか』（第2回公演）[2]
- 『きまぐれえすぷれっそ』（第3回公演）
- 『TRICK&TREAT トリック＆トリート 〜あるいは贋作シェイクスピア事件における火村少年の奇妙な冒険』（ボーナスステージ+1）
- 『Lucky Cream Soda』（第4回公演）
- 『風待雑歌』（第5回公演）
- 『Ｄｏｌｃｅ！』（第6回公演）
- 『ミネルヴァの梟は新月に飛び立つか（再演）』（第7回公演）
- 『猫丸先輩の演劇』（第8回公演）[3]※原作：倉知淳（猫丸先輩シリーズ）、ダブルキャストで出演
- 『Lucky Cream Soda（再演）』（第9回公演）

#### teamりんくす
- 『光の帝国』※原作：恩田陸　脚本:成井豊、演出のみ
- 『きまぐれえすぷれっそ』※脚本・演出

#### 声優朗読劇
- 音楽アプリゲーム『8beatStory♪』朗読イベント　脚本監修・演出

## 脚本作品

### キャラメルボックス
- 『あしたあなたあいたい』/『ミス・ダンデライオン』（2006年）※原作：梶尾真治、成井豊と共同脚本
- 『少年ラヂオ』（2006年）※成井豊と共同脚本
- 『トリツカレ男』（2007年）※原作：いしいしんじ、成井豊と共同脚本
- 『きみのいた時間　ぼくのいく時間』（2008年）※原作：梶尾真治、成井豊と共同脚本

### ウルトラマンフェスティバル
- ウルトラライブステージ2005『時を継ぐ勇者』シナリオ

### 映画
- AKB ShortShorts project 映画『9 つの窓』

　　※「回想電車」、「お電話ありがとうございます」2本のシナリオを担当

## 専門学校関連
演技系の専門学校にて演技講師。

### 代々木アニメーション学院
※学内公演の脚本・演出
- 『オーパーツ異聞』（2015年、LAB公演）
- 『左手に剣を右手に本を』（2015年、文化祭公演）
- 『螺旋巻協奏曲』（2015年、横浜校卒業公演）※脚本のみ

### ヒューマンアカデミー柏校
※学内公演の脚本・演出
- 『あなたのサンタクロースは？』（2017年、一期生卒業公演）※脚本のみ
- 『左手に剣を右手に本を』（2018年、中間発表公演）
- 『ショコラ&ショコラーデ』（2018年、二期生卒業公演）
- 『僕らのリズムを聴いてくれ』（2019年、三期生進級公演）
- 『6 ペンス・ナン・ザ・リッチャー』（2019年、中間発表公演）※『あなたのサンタクロースは？』改題
- 『404 Not Found』（2019年、三期生卒業公演）
- 『銀河旋律』（2020年、四期生進級公演）（脚本：成井豊）※朗読劇として演出
- 『あしたあなたあいたい』/『ミス・ダンデライオン』（2020年、中間発表公演）（原作：梶尾真治　脚本：成井豊+隈部雅則）※朗読劇として演出
- 『Easy Peasy Lemon Squeezy』（2020年、四期生卒業公演）